# トリネ・ハッテスタート
トリネ・ハッテスタート （Elsa Katrine "Trine" Solberg-Hattestad 、1966年4月18日 - ）は、ノルウェーの陸上競技選手。やり投の元世界記録保持者で2000年シドニーオリンピック女子やり投の金メダリストである。アーケシュフース県ローンシュコグ出身。
若い頃にはハンドボールの選手としても有望な選手であったハッテスタートは、やり投の選手として、1981年のヨーロッパジュニア選手権で国際大会にデビュー。結果は5位であった。翌年にはヨーロッパ選手権にシニアでも出場する。
1990年代初めから、ハッテスタートは世界のトップクラスの選手に成長し、1993年のシュトゥットガルトの世界選手権で初めてメジャー大会で優勝。1994年にはヨーロッパ選手権を制し、1996年アトランタオリンピックでは銅メダルを獲得する。
1997年には2度目の世界選手権を制覇。1999年の世界選手権は3位に終わるものの、2000年シドニーオリンピックでは金メダルを獲得した。

## 主な実績
| 年   | 大会                     | 場所                         | 種目   | 結果 | 記録  |
| ---- | ------------------------ | ---------------------------- | ------ | ---- | ----- |
| 1984 | オリンピック             | ロサンゼルス(アメリカ)       | やり投 | 5位  | 64m52 |
| 1991 | 世界選手権               | 東京（日本）                 | やり投 | 5位  | 63m36 |
| 1992 | オリンピック             | バルセロナ(スペイン)         | やり投 | 5位  | 63m54 |
| 1993 | 世界選手権               | シュトゥットガルト（ドイツ） | やり投 | 1位  | 69m18 |
| 1994 | ヨーロッパ選手権         | ヘルシンキ（フィンランド）   | やり投 | 1位  | 68m00 |
| 1994 | IAAFグランプリファイナル | パリ（フランス）             | やり投 | 2位  | 67m04 |
| 1994 | IAAF陸上ワールドカップ   | ロンドン（イギリス）         | やり投 | 1位  | 66m48 |
| 1996 | オリンピック             | アトランタ（アメリカ合衆国） | やり投 | 3位  | 64m98 |
| 1997 | 世界選手権               | アテネ（ギリシャ）           | やり投 | 1位  | 68m78 |
| 1998 | IAAFグランプリファイナル | モスクワ（ロシア）           | やり投 | 3位  | 67m26 |
| 1999 | 世界選手権               | セビリア（スペイン）         | やり投 | 3位  | 66m06 |
| 2000 | オリンピック             | シドニー（オーストラリア）   | やり投 | 1位  | 68m91 |
| 2000 | IAAFグランプリファイナル | ドーハ（カタール）           | やり投 | 2位  | 65m86 |

## 自己ベスト
- やり投　69m48 （2000年7月28日、世界歴代5位）